# Parafia Przemienienia Pańskiego w Stargardzie (rzymskokatolicka)
Parafia pw. Przemienia Pańskiego w Stargardzie (rzymskokatolicka) – rzymskokatolicka parafia należąca do dekanatu Stargard Zachód, archidiecezji szczecińsko-kamieńskiej, metropolii szczecińsko-kamieńskiej.
Została erygowana w roku 1992.